# برامکی
برامکی (به لهستانی:  Bramki) یک روستا در لهستان است که در گمینا بوونگه واقع شده‌است. برامکی ۱٬۰۴۷ نفر جمعیت دارد.